# Saison 2015-2016 du Leicester City FC
Maillots
Chronologie
Saison 2014-2015 Saison 2016-2017
La saison 2015-2016 du Leicester City Football Club est la cent-onzième dans l'histoire du club et la quarante-huitième en première division du championnat d'Angleterre. Cette saison est très particulière dans l'histoire du club puisque celui-ci parvient à remporter le championnat d'Angleterre pour la première de son histoire alors que celui-ci avait échappé de peu à la relégation la saison précédente et faisait encore partie des candidats à la relégation en début de saison. Ce triomphe en fait donc l'un des plus grands exploits de l'histoire du football anglais. Ce parcours très surprenant dans une Premier League dominée par les clubs historiques est en partie réalisé grâce à l'excellente forme de certains joueurs, dont Jamie Vardy, Riyad Mahrez et Ngolo Kanté.
Leicester participe également aux deux coupes nationales : la coupe d'Angleterre et la Coupe de la Ligue anglaise dans lesquelles le club ne se démarque pas particulièrement et est éliminé respectivement dès les 3e et 4e tours face à Tottenham Hotspur et Hull City.

## Transferts

### Entrées
| Date             | Position | Nationalité             | Nom              | Provenance      | Prix                  |
| ---------------- | -------- | ----------------------- | ---------------- | --------------- | --------------------- |
| 1er juillet 2015 | DG       | Drapeau de l'Autriche   | Christian Fuchs  | Schalke 04      | Gratuit               |
| 1er juillet 2015 | DC       | Drapeau de l'Allemagne  | Robert Huth      | Stoke City      | 3,9 millions d'euros, |
| 1er juillet 2015 | AT       | Drapeau du Japon        | Shinji Okazaki   | Mainz 05        | 9 millions d'euros,   |
| 3 août 2015      | MC       | Drapeau de la France    | N'Golo Kanté     | Caen            | 7,2 millions d'euros  |
| 3 août 2015      | DC       | Drapeau de la Tunisie   | Yohan Benalouane | Atalanta        | Indéterminé           |
| 19 août 2015     | CDM      | Drapeau de la Suisse    | Gökhan Inler     | SSC Napoli      | 3,9 millions d'euros, |
| 4 janvier 2016   | AT       | Drapeau de l'Angleterre | Demarai Gray     | Birmingham City | 4,8 millions d'euros, |
| 22 janvier 2016  | DC       | Drapeau du Ghana        | Daniel Amartey   | FC Copenhague   | 6,5 millions d'euros, |
| 29 janvier 2016  | G        | Drapeau du Danemark     | Daniel Iversen   | Esbjerg fB      | Indeterminé           |

### Départs
| Date             | Position | Nationalité                    | Nom                  | Destination    | Prix                  |
| ---------------- | -------- | ------------------------------ | -------------------- | -------------- | --------------------- |
| 1er juillet 2015 | BU       | Drapeau de la Nouvelle-Zélande | Chris Wood           | Leeds United   | 3,9 millions d'euros, |
| 14 août 2015     | BU       | Drapeau de l'Angleterre        | David Nugent         | Middlesbrough  | 5,2 millions d'euros, |
| 11 janvier 2016  | DC       | Drapeau de l'Angleterre        | Joe Davis            | Fleetwood Town | Indéterminé           |
| 20 janvier 2016  | BU       | Drapeau de la Lituanie         | Simonas Stankevičius | FK Žalgiris    | Indéterminé           |

## Compétitions

### Championnat d'Angleterre
Le club réalise un début de saison exceptionnel, notamment grâce à l'attaquant Jamie Vardy, qui marque treize buts sur onze matchs consécutifs entre août à novembre, battant le record de Premier League de Ruud van Nistelrooy, qui lui avait marqué dans dix matches consécutifs. Le 5 décembre 2015, Leicester devient leader de Premier League, avec deux points d'avance. Le 14 décembre, Leicester bat le champion en titre Chelsea 2-1, avec des buts de Jamie Vardy et Riyad Mahrez. Le 19 décembre, à Goodison Park, Mahrez marque deux penaltys contre Everton, offrant la victoire aux siens sur le score de 2-3. Ce résultat offre à Leicester la tête de la Premier League le jour de Noël. Le 6 février 2016, Leicester l'emporte par trois buts à un à Manchester City et compte alors cinq points d'avance sur Tottenham et Arsenal. Le 10 avril 2016, sa victoire 2 à 0 obtenue sur la pelouse de Sunderland, grâce à son attaquant vedette Jamie Vardy, qualifie Leicester pour la première Ligue des champions de son histoire. Lors de la 36e journée, après les matchs nuls de Leicester à Manchester United et de Tottenham à Chelsea, Leicester City devient champion d'Angleterre pour la première fois de son histoire. Ce titre est considéré comme le plus grand exploit de l'histoire du football. 
Les Foxes reçoivent le trophée de Premier League le 7 mai 2016 à l'issue d'une victoire contre Everton (3-1) au King Power Stadium.
L'équipe finit à la 18e place du championnat pour la possession de balle et à la dernière place au pourcentage de passes réussies.

### Coupe d'Angleterre
Le club, contrairement au championnat, ne parviendra pas à faire un bon parcours en coupe. Le club est éliminé dès le troisième tour face à Tottenham au terme de deux confrontations puisque le match a dû être rejoué après un match nul (2-2). Tottenham parviendra à éliminer Leicester (0-2).

### Coupe de la ligue anglaise
Le club commença parfaitement la compétition en éliminant au second tour Bury (1-4) et au troisième tour West Ham United après prolongation (2-1). Le club sera finalement éliminé en huitième de finale face à Hull City aux tirs au but (1-1 puis 5-4 aux tirs au but).

## Joueurs et encadrement technique

### Effectif professionnel
Le tableau suivant regroupe tous les joueurs professionnels actuels de Leicester lors de la saison 2015-2016.

### Staff technique
| Position                                    | Nationality             | Name              |
| ------------------------------------------- | ----------------------- | ----------------- |
| Entraîneur principal                        | Drapeau de l'Italie     | Claudio Ranieri   |
| Entraîneur adjoint                          | Drapeau de l'Angleterre | Craig Shakespeare |
| Entraîneur adjoint                          | Drapeau de l'Italie     | Paolo Benetti     |
| Entraîneur adjoint/Directeur du recrutement | Drapeau de l'Angleterre | Steve Walsh       |
| Entraîneur des gardiens                     | Drapeau de l'Angleterre | Mike Stowell      |
| Entraîneurs des attaquants                  | Drapeau de l'Angleterre | Kevin Phillips    |
| Kinésithérapeute                            | Drapeau de l'Angleterre | David Rennie      |